# Cerodontha duplicata
Cerodontha duplicata este o specie de muște din genul Cerodontha, familia Agromyzidae, descrisă de Spencer în anul 1961. Conform Catalogue of Life specia Cerodontha duplicata nu are subspecii cunoscute.